# География Малави
Государство Мала́ви расположено на юго-востоке Африки.

## Площадь и границы
Общая площадь страны составляет 118 484 км² (площадь суши — 94 080 км²).
На севере Малави граничит с Танзанией (длина границы 475 км), на юге и юго-востоке — с Мозамбиком (длина границы 1569 км), на западе — с Замбией (837 км). Общая протяженность границы 2881 км. На востоке страны находится крупное озеро Ньяса, по которому проходит часть границ с Танзанией и Мозамбиком.

## Рельеф
Расположение Малави на окраине докембрийской Африканской платформы, разбитой на горсты и грабены, определяет преимущественно горный характер рельефа (плато Шире и Ньика, массив Муландже). Большая часть страны относится к Мозамбикскому гранулито-гнейсовому поясу, породы которого представлены архейскими гнейсами, прорванными анортозитами раннего протерозоя, щелочными гранитами позднего протерозоя, массивами меловых карбонатитов, сиенитов.

Основную часть территории Мозамбика занимает плоскогорье со средней высотой 1000—1500 м. Наивысшей точкой является гора Муланье (3002 м), расположенная на высокогорье в южной части страны. Главной рекой страны является Шире. Крупнейшее озеро страны — Ньяса (Малави) — частично находится на территории страны и формирует образует часть восточной границы.

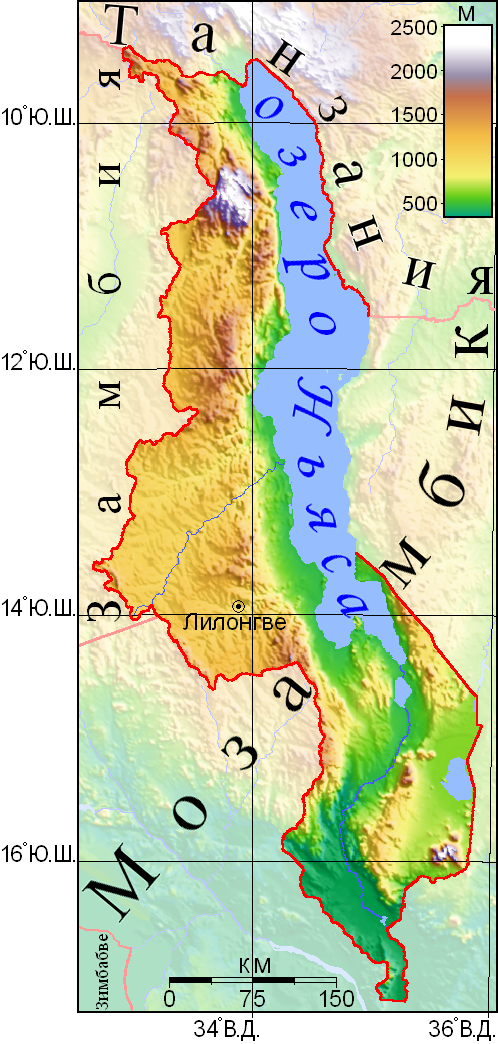
Рельеф Малави
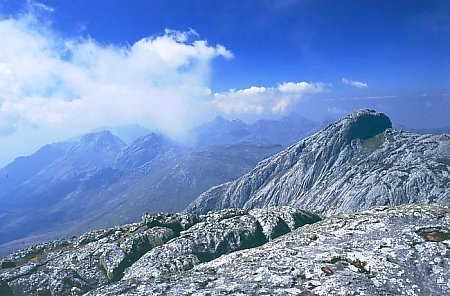
Гора Сапитва (исп. Sapitwa)
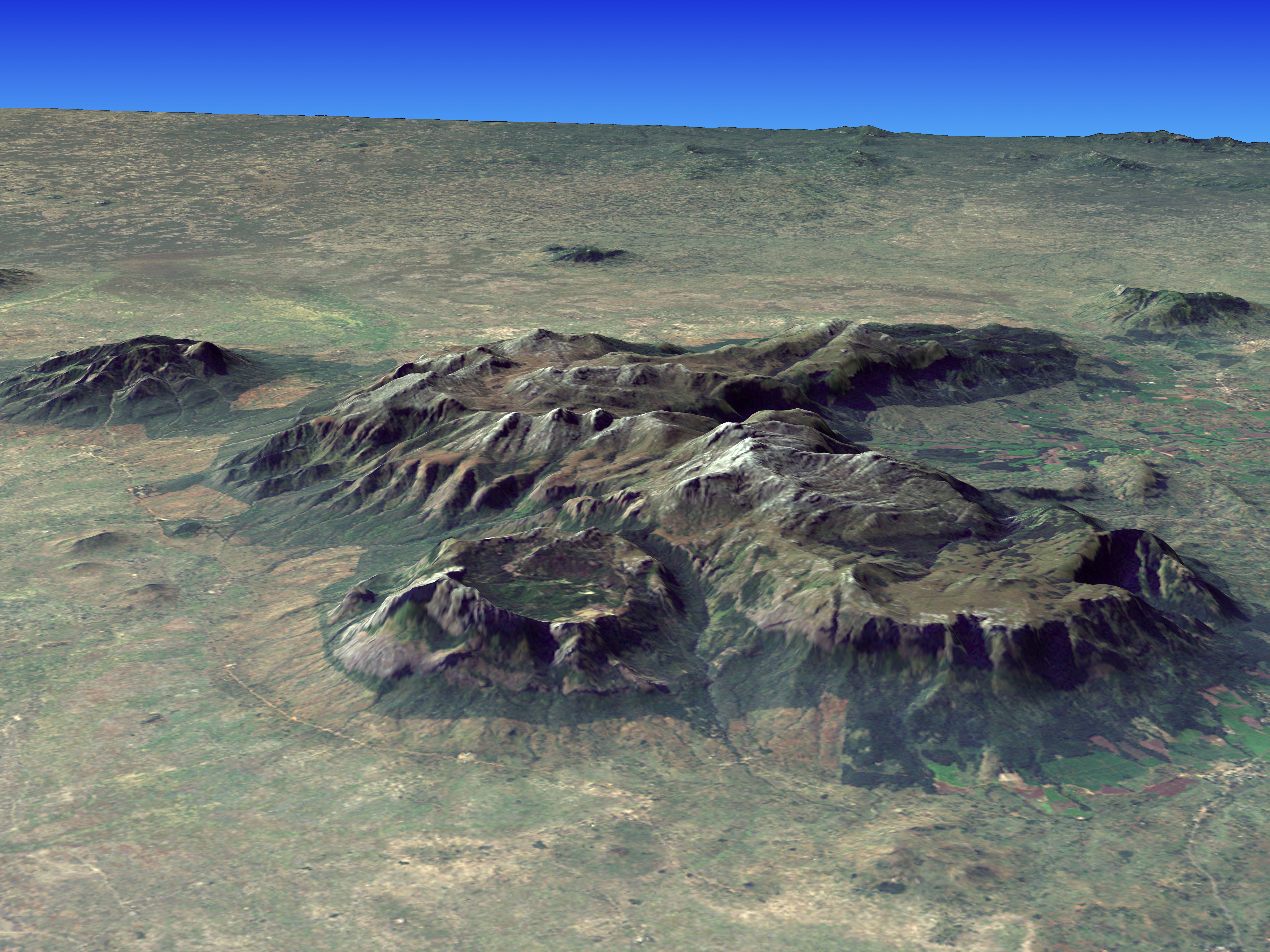
Массив Муланже
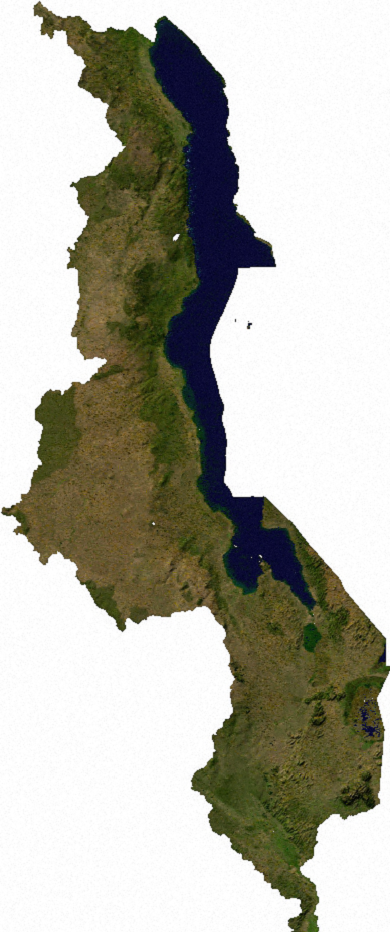
Спутниковый снимок

## Климат
Малави находится в области экваториального мусонного климата с дождливым летом (в ноябре — марте) и сухой зимой. Средняя температура наиболее тёплого месяца (ноябрь) изменяется от 20 °C в горах до 27 °C на побережье озера Малави, самого холодного (июль) соответственно от 14 °C до 19 °C. На высоте более 2 километров над уровнем моря температура может опускаться ниже 0°, а вершины гор покрываться снегом. Осадков выпадает от 750—1000 мм в год в долинах до 2500 мм в горах. Наименьшее количество осадков — на равнине нижнего Шире.

## Гидрология
Более 90 % территории страны относится к бассейну Индийского океана. Главное озеро — Ньяса, оно протягивается по территории страны на 560 км. Кроме Малави к озеру имеют выход Танзания и Мозамбик, но если граница между Малави и Мозамбиком проходит по медианной линии озера, как это принято в мировой практике, то граница между Малави и Танзанией была установлена по соглашении между Британской и Германской империями в 1890 году и проходит по берегу Танзании, лишая её выхода к озеру, что оспаривается танзанийской стороной. Из озера Ньяса вытекает крупная судоходная река Шире (бассейн Замбези). Максимальный сток — летом. Река Шире протекает через озеро Маломбе. На юго-востоке — крупное бессточное солоноватое озеро Ширва.

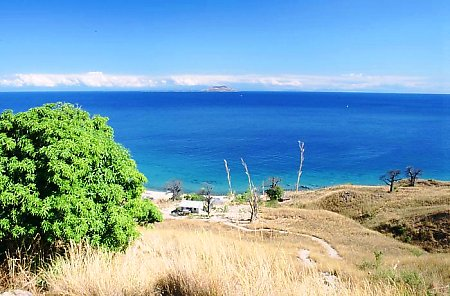
Озеро Ньяса
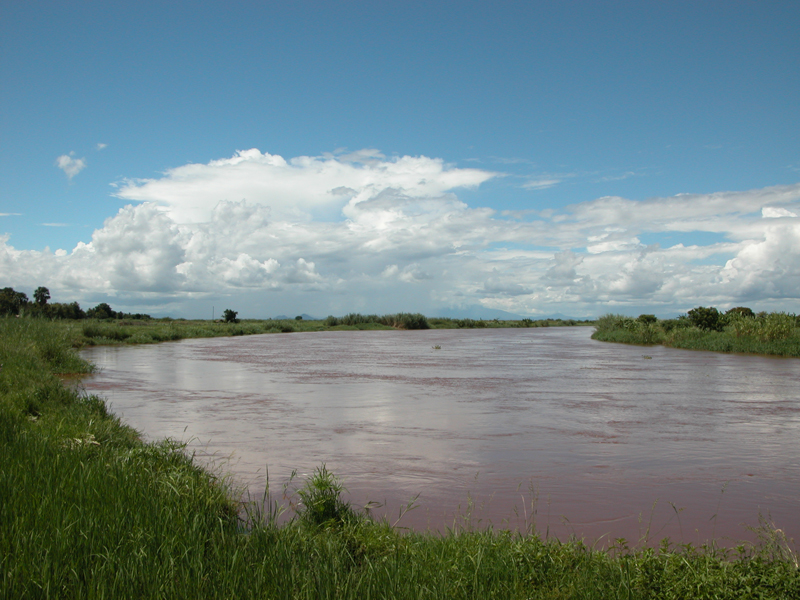
Река Шире
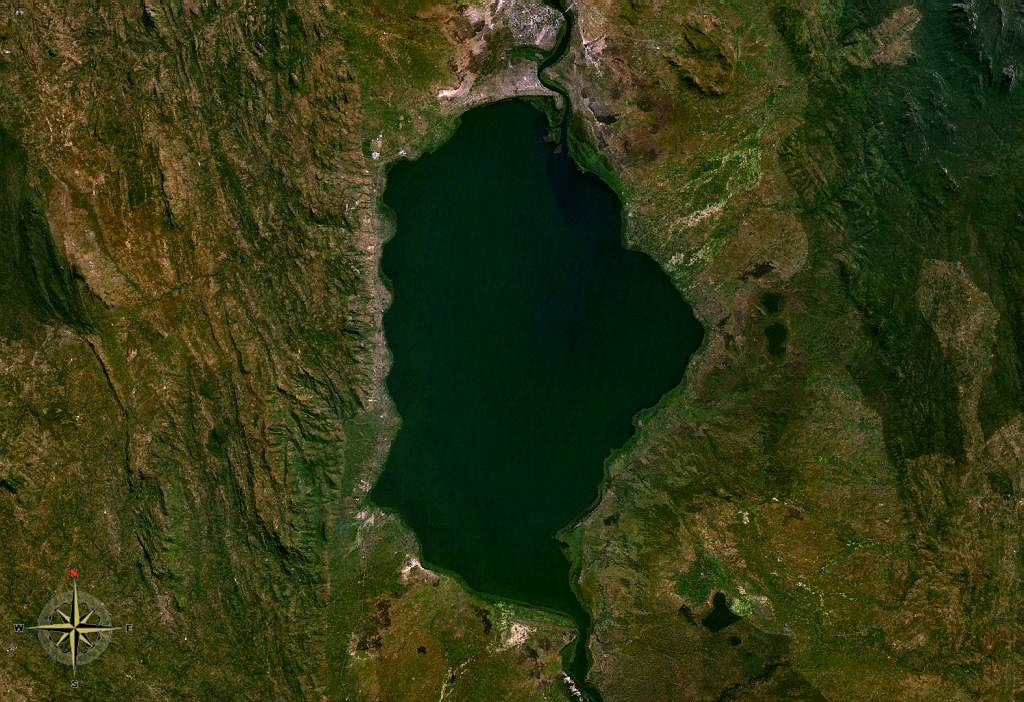
Спутниковый снимок озера Маломбе

## Флора и фауна
Значительную часть севера страны занимают тропические сезонновлажные леса, где ярко выражена высотная поясность. На остальной территории распространены ксерофитные тропические леса, парковая саванна с пальмами и акациевая саванна с баобабом. В долинах рек произрастают галерейные леса. В районах, лежащих выше 1500 м, — горные степи.
На территории страны известно свыше 190 видов млекопитающих и 693 вида птиц. Животный мир, типичный для саванн представлен буйволами, слонами, чёрными носорогами, зебрами, антилопами, жирафами, леопардами, львами, гепардами, гиенами, шакалами. Множество крупных животных обитают в болотистых зарослях озера Ширва. Озеро Ньяса богато рыбой (обнаружено 800 видов, большая часть — эндемики). Из насекомых широко распространена муха цеце. Охраняемые территории занимают 16 % территории страны. Крупнейшие из них — национальные парки Ньика, Ливонде, Ленгве и Касунгу, резерваты Нкота—Кота и Болота Вваза. В Список природного и культурного наследия ЮНЕСКО включены национальный парк озера Ньяса (1984) и наскальные рисунки Чонгони в горах центральной части Малави.